# Regionarv
Regionarv utgörs av de natur- och kulturmiljöer med tillhörande immateriellt kulturarv, som uppfattas vara av betydelse i en region. Ordet regionarv är en parallell till världsarv men brukar inte avse ett visst objekt, utan snarare helheter av platser, bebyggelse och landskap som tillskrivs värden. Vad som är regionarv beslutas inte formellt. Det är i stället föremål för ständig värdering och diskussion och framträder mer eller mindre väl i konsensus mellan lokala, regionala och nationella aktörer. 
Regionarvet är fysiska miljöer, som de uppfattas av människorna. Och därutöver dess historia, berättelser, sedvanor och, med en arkitekturterm, den genius loci, ”platsens själ”, som ständigt återskapas och överförs från generation till generation och ger känsla av kontinuitet. 
Internationellt är termen ”regional heritage” mycket vanlig. Dewar skriver: "Heritage can be world heritage, regional heritage, or it can belong to a particular culture or simply to an extended family. Heritage should not be seen simply as cultural elements, since the natural environment also contains places of significance. Heritage value can be found in a national park or a farm woodlot. Natural sites are not necessarily in the past; they exist and are alive in the present."